# Göteborgssystemet
Göteborgssystemet, också känt som Göteborgs utskänkningsbolag, var ett regleringssystem för alkoholförsäljning i Sverige mellan åren 1865 och 1955, som kom att bli en föregångare till Systembolaget. Avsikten var att främja nykterhet och motarbeta fattigdom, genom att åt allmännyttiga icke vinstinriktade bolag reglera utskänkning och försäljning av brännvin samt andra brända och destillerade drycker. 
Benämningen ”Göteborgssystem” var språkligt felaktigt eftersom bolagets syfte inte framkom ur namnet. Benämningen, som antyder att idén om att främja nykterhet startade i Göteborg, är  inte heller korrekt, då liknande inrättningar redan existerade i Falun (år 1850) och i Jönköping (år 1852), innan systemet tillämpades i Göteborg. Det var emellertid Göteborgssystemet som blev exempel för de andra svenska städerna.   
Göteborgssystemet infördes även i de flesta av Finlands stadssamhällen, i Norge och i Storbritannien. Internationellt är Göteborgssystemet känt som ”the Gothenburg system”.

## Skapandet av Göteborgssystemet
Göteborgssystemet var en föregångare till dagens Systembolaget, som startade år 1955. Idén med Göteborgssystemet hade för avsikt att reducera fattigdom och att uppmuntra till nykterhet. Systemet kom först på tal den 31 mars 1864, då en motion togs upp i stadsfullmäktige i Göteborg. Vid denna tid hade brännvinsdetaljhandeln expanderats till att krogarna i princip skulle kunna jämföras med pantlånekontor. Alkoholens popularitet och normaliseringen av denna innebar att lön och mer därtill inte sällan gick åt till alkoholkonsumtion. Detta innebar att man pantsatte bohag för att betala för sin alkoholkonsumtion på krogarna. I den väckta motionen sades att samhället ”sträfvade i att så många hänseenden blifva en förebild för ett väl ordnadt, fritt och lyckligt samhällsskick”. I samma motion nämndes även att ”med bedröfvelse förnummit en mörk fläck på den ljusa och löftesrika framtidstaflan, nämligen tillvaron af ett proletariat af stort omfång och djup och hvilket icke synes vara i aftagande utan i en hotade tillväxt". Motionens yrkande var att stadsfullmäktige grundligt borde undersöka den utbredda fattigdom som fanns i staden och anledningen till detta.
Motionen mynnade ut i ett yrkande att stadsfullmäktige behövde tillsätta en kommitté i uppdrag att titta på den rådande allmänna fattigdomen i staden, vars mål skulle vara att komma med ett förslag för att minska alkoholmissbruket. Ett drygt år senare inkom kommitténs betänkande, där man ansåg att den dåvarande fattigdomen var ett stort problem som motionen tidigare antydde och att det främsta missförhållandet låg i var den omåttliga alkoholförbrukningen. Det hävdades även att konsumtionen förde med sig brottslighet, utöver fattigdomen. En prioritering blev att motverka den stora alkoholkonsumtionen.

## Försäljning av alkohol

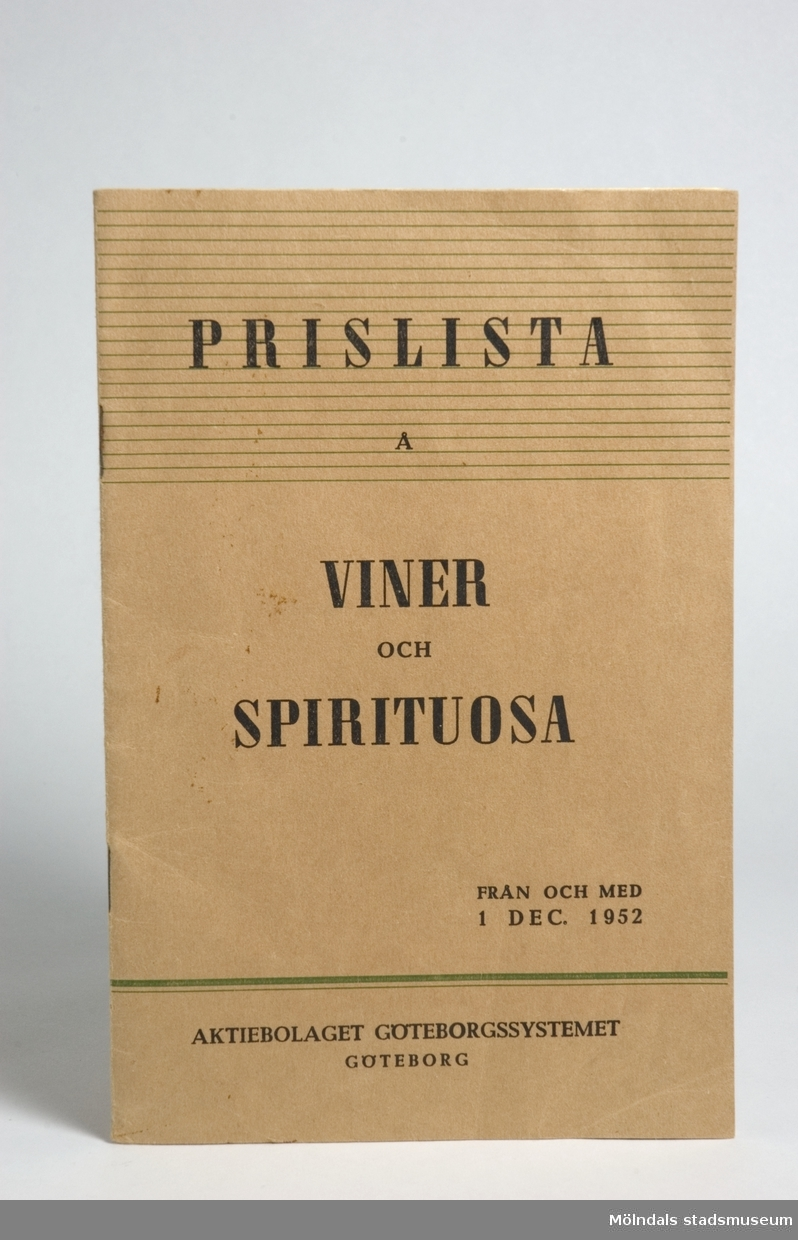
Prislista över alkoholdrycker i Sverige från och med 1 december 1952. Utöver prislista finns i häftet information om butiksadresser, telefonnummer, samt temperering & behandling av viner.

Under den tid som Göteborgssystemet etablerades fanns det tydliga regler som innefattade att man inte fick sälja alkohol utan att servera mat och man fick heller inte idka försäljning till redan berusade personer. Detta överträddes dock, då brännvinsdetaljhandeln undvek lagstiftningen och bröt mot dess skyldigheter. Följaktligen föreslog kommittén att åtgärder snarast var tvungen att ske så att brännvinshandel inte blev förenad med vinst för varken producenten eller konsumenten, att försäljningen på kredit och pant upphörde, att försäljningslokalerna gjordes ljusa, rymliga och sunda, samt att god mat tillhandahölls för billigt pris.
Förslaget väckte stort intresse och instämmande från delar av befolkningen. Detta ledde till att tjugo av stadens mest ansedda handelsfirmor och borgare slöt sig samman till ett aktiebolag, som skulle överta rättigheterna för att servera alkohol inom Göteborgs stad  och dess förorter utan tanke på egen vinst. Bolagsordningen fastställdes den 22 augusti 1865 och trädde i kraft i oktober samma år. År 1874 övertog bolaget även försäljning av mindre mängder alkohol.
Göteborgssystemet fick snart efterföljare till den utsträckning, att det år 1905 enbart var i sex mindre städer, där metoden inte tillämpades. Enligt regeringens förordning från den 29 maj 1885 skulle en särskild prövning göras i varje fall, som avgjorde om bolaget skulle få finnas, undantag var högst ovanliga. År 1905 trädde en ny försäljningslag kring alkohol i kraft där tidigare försäljningsrättigheter inte längre fick existera. Utskänkningsrättigheterna överläts till Göteborgs utskänkningsbolag, eller Göteborgssystemet, och innebar utöver rättigheterna ytterligare skyldigheter utöver de som nämnts i motionen. Dessa var ett förbud mot att handla på kredit och en åldersgräns på 18 år vid inköp av alkohol.

## Alkoholkonsumtionen i Sverige åren 1876–1907
Efter Göteborgssystemets införande år 1865 beräknades den årliga alkoholkonsumtionen vid var års början, detta för att visa på den effekt Göteborgssystemet inneburit. Tabellen är angiven i förbrukning per 100 personer. Som synes är konsumtionen av brännvin till merparten minskande, medan den av öl ökat.
| Period i år | Brännvin à 50% (i liter) | Öl m.m. (i liter) | Summa brännvin och öl m.m (liter) | Antal bestraffade fylleriförseelser |
| ----------- | ------------------------ | ----------------- | --------------------------------- | ----------------------------------- |
| 1876–1880   | 1011                     | 1705              | 2716                              | 0,45                                |
| 1881–1885   | 823                      | 1924              | 2747                              | 0,43                                |
| 1886–1890   | 714                      | 2428              | 3142                              | 0,47                                |
| 1891–1895   | 683                      | 2756              | 3439                              | 0,55                                |
| 1896–1900   | 803                      | 3069              | 3872                              | 0,76                                |
| 1901        | 861                      | 3122              | 3983                              | 0,89                                |
| 1902        | 781                      | 2947              | 3728                              | 0,78                                |
| 1903        | 745                      | 2691              | 3436                              | 0,79                                |
| 1904        | 700                      | 2913              | 3613                              | 0,81                                |
| 1905        | 710                      | 2911              | 3621                              | 0,90                                |
| 1906        | 720                      | 2823              | 3543                              | 0,89                                |
| 1907        | 740                      | 2770              | 3510                              | 0,92                                |

## Göteborgssystemets effekt på alkoholkonsumtionen
År 1878 genomförde Kungliga Medicinalstyrelsen en undersökning om dryckenskap i Sverige, där läkare runt om i landet var givna en enkät, innehållande frågor om alkoholförbrukning. Läkarna besvarade dessa enkäter gällande deras alkoholiserade patienter. Svaren från enkäterna varierade och inget konkret, gemensamt, svar gavs. Däremot fanns sammanfattade uttalanden om alkoholism gjorda av den Kungliga statistiska centralbyrån. Dessa utgavs i femårsperioder gällande åren 1881-1900. För perioden år 1886-1890 sades
| ” | Liksom under de närmast föregående perioder ha äfven under den nu senast gångna nykterhetssträfvandena gjort märkbara framsteg. […] Att missbruket af rusdrycker i allmänhet under perioden avtagit vitsordas af nära nog alla länsstyrelserna […] De tillfällen, då numera missbruk af starka drycker egentligen förekomma, uppgifvas vara vid marknader, torgdagar, inskiftning af värnpliktiga samt andra större folksamlingar”. | „ |
| – Göteborgssystemet och dess tillämning i Stockholm jämte historisk öfversikt öfver brännvinslagstiftningen i Sverige, Rubenson | |   |

## Slutet för Göteborgssystemet
När första världskriget bröt ut år 1914 blev läkaren Ivan Bratt chef för Stockholmssystemet, ett system som bildats med Göteborgssystemets koncession. I och med kriget blev ransonering ett centralt begrepp och Bratt införde motboken, även kallat Brattsystemet. Motboken innebar en begränsning för den mängd alkohol som man tilläts köpa. År 1919 infördes motboken regionalt och fanns då i alla utskänkningsbolag. År 1955 avskaffades motboken i samband med att alla regionala systembolag sammanslogs till ett gemensamt statligt bolag, Systembolaget.